# Richard Hill (rugbista 1973)
Richard Anthony Hill (Dormansland, 23 maggio 1973) è un ex rugbista a 15 britannico, nazionale inglese; prese parte a due Coppe del Mondo, vincendo l'edizione del 2003. Nel ruolo di flanker militò per tutta la sua carriera di club nei Saracens fino al ritiro avvenuto nel 2008 collezionando 288 presenze totali. Hill era famoso per il suo stile di gioco efficace e abrasivo, soprattutto nei placcaggi, che lo hanno reso uno dei più forti e temuti flanker della sua epoca.

## Biografia
Richard Hill nacque a Dormansland, Surrey. Da parte di sua madre è un cugino di secondo grado del regista Peter Jackson. Hill compì gli studi preuniversitari alla Bishop Wordsworth's School di Salisbury, un istituto anglicano dove, singolarmente, studiò anche il rugbista suo omonimo e già nazionale inglese negli anni ottanta, Richard John Hill. Hill si è laureato al West London Institute of Higher Education in scienze sportive and geografia nel 1995.
Hill si avvicinò al rugby a 15 da adolescente giocando nel Salisbury. Nel 1993 fu ingaggiato dai Saracens, squadra alla quale ha legato la sua intera carriera di club; con i londinesi vinse il RFU Championship (il campionato di seconda divisione inglese) nel 1994-95 e la Coppa Anglo-Gallese nel 1997-98. Nella stessa stagione aiutò i Saracens a finire al secondo posto nella English Premiership. Durante il Cinque Nazioni 1997 giunse anche l'esordio in Nazionale inglese, nella quale fu preferito nel ruolo di terza linea ala a Neil Back. Nell'estate del 1997 fu anche convocato dai British Lions per il loro tour sudafricano, nel corso del quale Hill disputò due incontri.
Quando Clive Woodward assunse la guida della Nazionale, questi ristrutturò tutta la linea dei flanker: Hill fu spostato a terza linea ala, cosa questa che fece spazio a Back che fu piazzato all'altra ala, mentre Lawrence Dallaglio fu dirottato a numero 8. Questi, tra l'altro, furono i ruoli con i quali i tre assommarono la maggior parte delle loro presenze internazionali. Hill è ritenuto il tipico rugbista da “lavoro oscuro”, la cui presenza non si notava in campo, ma la cui assenza influiva negativamente sulle prestazioni della squadra.
Il soprannome guadagnatosi, the Silent Assassin (l'assassino silenzioso) è riferito proprio alle sue doti di sbarramento, capaci di far morire sul nascere le manovre d'attacco avversarie. Diventato oramai un giocatore fondamentale tra le linee inglesi, venne poi convocato per la Coppa del Mondo nel 1999 e un anno dopo vinse il primo dei suoi tre Sei Nazioni.
Nel 2003 Hill fece parte dei convocati di Woodward per la squadra alla Coppa del Mondo in Australia. Un infortunio al tendine rotuleo nell'incontro vinto sulla Georgia, tuttavia, tenne il giocatore fuori dal torneo fino alle semifinali: la fatica con cui l'Inghilterra affrontò il resto della fase a gironi e il quarto di finale contro il Galles parvero avvalorare la tesi dell'importanza della presenza di Hill, confermata poi dalle vigorose prestazioni della squadra in semifinale contro la Francia battuta 24-7 e nella successiva vittoria per 20-17 nella combattutissima finale contro l'Australia, che diede agli inglesi la loro prima Coppa del Mondo. Nello stesso anno Hill ottenne anche il Grande Slam al Sei Nazioni a dimostrazione della netta superiorità dell'Inghilterra nel 2003.
L'ultimo test internazionale di Hill con la maglia dell'Inghilterra fu del giugno 2004, mentre quello assoluto è di un anno più tardi, con la maglia dei British Lions in Nuova Zelanda. In totale, con la sua nazionale, giocò 71 partite segnando 12 mete vincendo 3 edizioni del Sei Nazioni e la Coppa del Mondo di rugby 2003. Nell'ottobre del 2004 subì una lesione del legamento crociato anteriore del ginocchio sinistro durante una partita di campionato. Tornato in campo dopo sette mesi, aiutò i Saracens a raggiungere la semifinale di Heineken Cup. Nel 2008 giunse infine il ritiro dall'attività, anche a seguito di un grave infortunio al ginocchio.

## Palmarès
- Coppe del mondo: 1
Inghilterra: 2003
- Sei Nazioni: 3
Inghilterra: 2000, 2001, 2003
- Coppe Anglo-Gallesi: 1
Saracens: 1997-98
- RFU Championship: 1
Saracens: 1994-95